# Колганов, Константин Степанович
Константин Степанович Колганов (25 декабря 1896, Моршанск, Тамбовская губерния — 9 июня 1981, Москва) — советский военачальник, генерал-лейтенант (1943).

## Биография
Константин Степанович Колганов родился 25 декабря 1896 года в Моршанске (ныне — Тамбовской области).

### Первая мировая и Гражданская войны
В 1915 году призван в Русскую императорскую армию и принял участие в Первой мировой войне. В 1917 году окончил 1-ю Омскую школу прапорщиков.
С октября 1918 года — в Красной армияи. Во время Гражданской войны служил командиром роты, батальона, помощником адъютанта стрелкового полка в 10-й армии. Воевал на Южном, Юго-Восточном и Кавказском фронтах. Принимал участие в обороне Царицына.
С июля 1920 года воевал в составе 24-й Симбирской Железной стрелковой дивизии, входившей в состав 1-й Конной армии, затем — в состав 14-й армии на должностях адъютанта стрелкового полка, помощника начальника штаба стрелковой бригады, начальника штаба стрелкового полка. Принимал участие в наступлении на Мозырь, Луцк, Сокаль, которое проходило с июня по сентябрь 1920 года, а также в боях против войск С. В. Петлюры и С. Н. Булак-Балаховича.

### Межвоенный период
По окончании Гражданской войны служил командиром батальона, начальником штаба 17-го стрелкового полка 6-й Орловской стрелковой дивизии Московского военного округа, с ноября 1931 года — командир этого полка. Затем служил начальником 2-го отдела штаба Киевского военного округа.
В 1933 году заочно окончил Военную академию им. М. В. Фрунзе.
С мая 1938 года — командир 75-й стрелковой дивизии Харьковского военного округа, с января 1939 года — 17-го стрелкового корпуса Киевского военного округа. В сентябре 1939 года участвовал в походе РККА в Западную Украину. С августа 1940 года — начальник 4-го отдела Управления боевой подготовки Красной Армии, а с февраля 1941 года — начальник 5-го и 4-го отделов Разведывательного управления Генштаба.

### Великая Отечественная война
С октября 1941 года — заместитель командующего 10-й армией генерала Ф. И. Голикова (бывшего начальника Разведуправления Генштаба). С начала декабря армия в составе Западного фронта принимала участие в Тульской наступательной операции и в дальнейших наступательных операциях битвы за Москву.
С февраля 1942 года командовал 47-й армией Крымского фронта. В ходе решающего немецкого наступления на Керченском полуострове в мае 1942 года действовал неудачно, во время отступления армии на Турецкий вал потерял связь с армейскими соединениями, вынужденными действовать отдельными группами. В июне 1942 года отстранён от должности командующего армией, понижен в звании до полковника.
В июле назначен на должность заместителя начальника штаба Брянского фронта. С сентября 1942 года — заместитель командующего 48-й армией, 18 мая 1943 года ему было возвращено звание генерал-майора.
С июня 1943 года и до Победы командовал 42-м стрелковым корпусом на Центральном фронте, с октября 1943 — на Белорусском фронте, с февраля 1944 — на  1-м Белорусском фронте, с сентября 1944 — на 2-м Белорусском фронте, с февраля 1945 года — на 3-м Белорусском фронте. Принимал участие в Курской битве, битве за Днепр. В ходе Черниговско-Припятской наступательной операции корпус отличился при форсировании реки Десна и освобождении городов Новозыбков, Добруш, за что Колганов был награждён орденом Суворова 2-й степени. 29 октября 1943 года ему было присвоено воинские звание генерал-лейтенанта.
В ноябре 1943 года во время Гомельско-Речицкой наступательной операции  руководил корпусом при прорыве укреплённой обороны противника севернее города Рогачёв и освобождении городов Речица, Бобруйск, форсировании реки Нарев.
Отлично действовал в Белорусской наступательной операции 3 июля 1944 года за отличное выполнение поставленной задачи по форсированию рек: Друдь, Добысна, Ола, Березина, разгром Бобруйской группировки немцев, проявленное при этом высокое оперативное мастерство, личное мужество и геройство командующим 48-й армией генерал-лейтенантом П. Л. Романенко Колганов был представлен к званию Героя Советского Союза, однако был награждён орденом Кутузова 1 степени. В сентябре 1944 года участвовал в Ломжа-Ружанской наступательной операции.
В ходе Восточно-Прусской наступательной операции корпус прорвал эшелонированную оборону противника, а также первым ворвался в Восточную Пруссию и наряду с 5-й гвардейской танковой армией вышел на южный берег Балтийского моря. За умелое управление частями корпуса, проявленные мужество и героизм Колганов награждён орденом Суворова 1 степени.

### Послевоенная карьера
После войны командовал 53-м стрелковым корпусом.
С апреля 1946 года — заместитель начальника Управления боевой подготовки стрелковых войск, с октября 1948 года — советник при военном министре Румынии, а с декабря 1949 года — военный атташе там же.
В 1952 году окончил Высшие академические курсы при Высшей военной академии им. К. Е. Ворошилова. С 1952 года служил заместителем начальника Военной академии им. М. В. Фрунзе. 
В отставке с июня 1964 года.
Умер 9 июня 1981 года в Москве. Похоронен на Кунцевском кладбище.

## Воинские звания
- полковник (22.02.1935)
- комбриг (17.02.1938)
- комдив (21.02.1939)
- генерал-майор (4.06.1940)
- полковник (06.1942)
- генерал-майор (18.05.1943)
- генерал-лейтенант (29.10.1943)

## Награды
- Орден Ленина (21.02.1945)[3]
- Четыре ордена Красного Знамени (12.04.1942, 03.11.1944, 20.06.1949, 28.10.1968)
- Орден Суворова 1-й степени (10.04.1945)
- Орден Кутузова 1-й степени (23.07.1944)
- Два ордена Суворова 2-й степени (16.09.1943, 16.02.1944)
- Орден Трудового Красного Знамени
- Орден Красной Звезды (22.02.1938)
- Медали[4].